# Mamestra omicron
Mamestra omicron là một loài bướm đêm trong họ Noctuidae.